# Apple Studio Display
Apple Studio Display（アップル・スタジオ・ディスプレイ）は、Appleデザインによるディスプレイである。2004年に一度終了した製品名であったが、2022年3月から新型が発売されている。

## Studio Display（1999）
1990年代に発売されたAppleVisionの後継モデルとして1999年1月5日にMACWORLD Expo/San Franciscoにて、発表された。
最初期はPower Macintosh G3 (Blue & White)と統一された青と白のスケルトンデザインで初代iMacと類似したブラウン管(CRT)モデルが存在し、液晶(LCD)版でも同じデザインのものが発売された。
同年9月1日にApple Cinema Displayが発売されたことで、以降のモデルでは20インチ未満のLCDモデルで使われるようになる。
特徴は、アスペクト比が4:3であることと、CRTモデルとLCDモデルの2種類のモデルがラインナップとして用意された点である。
CRTモデルは画像や映像などの色情報を扱う分野に、LCDモデルは事務業務や省スペース設置に向いた仕様となっている。

## Studio Display（2022）

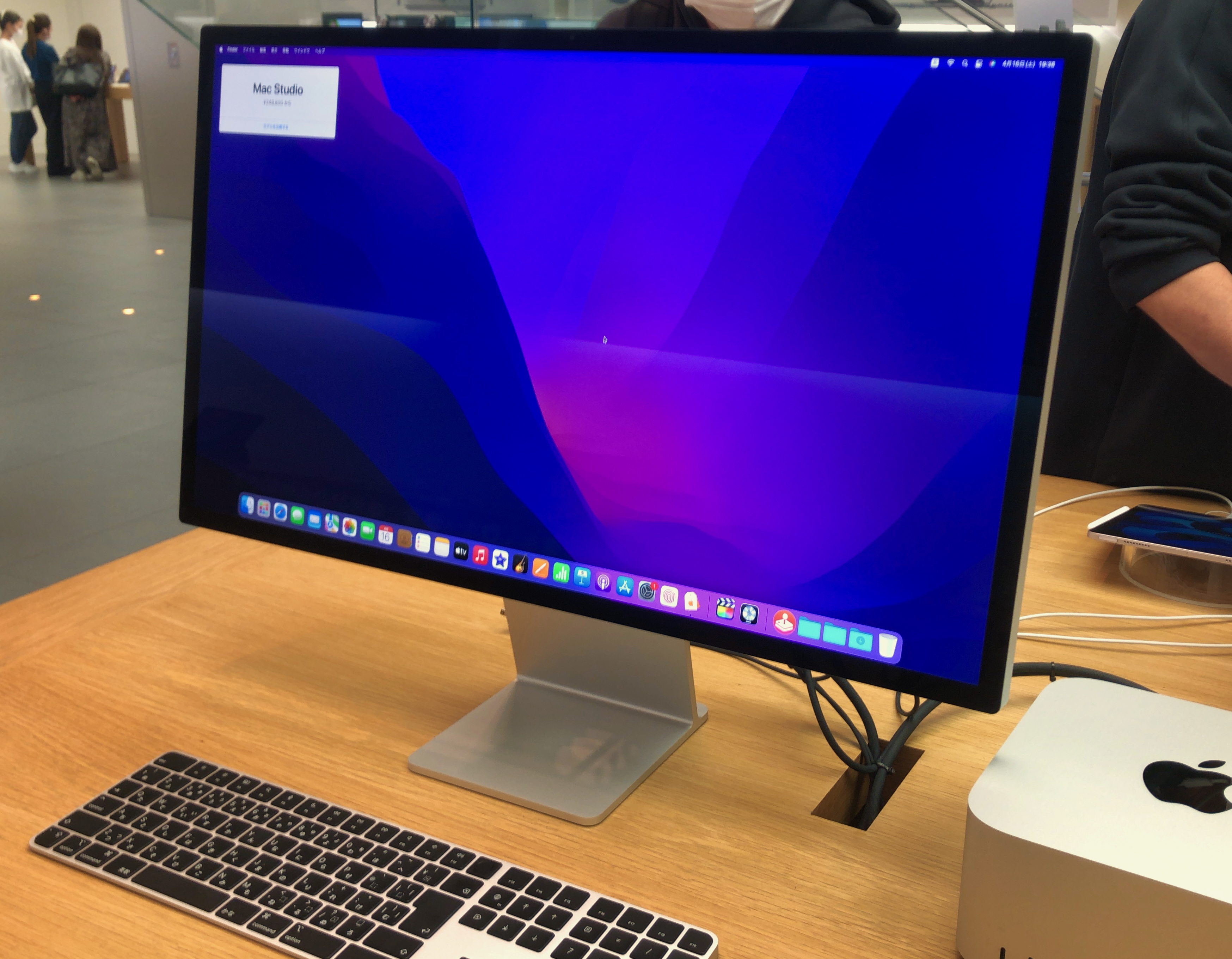
Apple Studio Display

2022年3月8日のApple Eventにて、Mac Studioと同時に新型のStudio Displayが発表された。
Apple A13 Bionicを搭載し、ビデオカメラと3つのマイクアレイ、空間オーディオ対応のスピーカを内蔵した27インチ5K液晶ディスプレイである。
接続端子はUSB-C端子×4口であり、うち1口はThunderbolt 3での接続に対応。対応する本体はThunderbolt 3を搭載したMacおよび、USB-Cを搭載したiPad Pro、iPad Air（第5世代）である。
仕様
| Model                  | Studio Display |
| ---------------------- | --- |
| 初期出荷ファームウェア | Studio Displayファームウェア 15.3 |
| バックライト           | LEDバックライト |
| 発表日                 | 2022年3月8日 |
| 発売日                 | 2022年3月18日 |
| 製品型番               | 2022年3月モデル：MK0U3J/A, MK0Q3J/A, MMYQ3J/A, MMYV3J/A, MMYW3J/A, MMYX3J/A 2025年3月モデル：MYJG3J/A, MYJK3J/A, MYJF3J/A, MYJJ3J/A, MYJH3J/A, MYJL3J/A                                                           |
| 画面                   | 27 インチ, TFT IPS LCD, 光沢（反射防止コーティング）もしくはNano-textureガラススクリーン, 解像度5K (5120 x 2880), True Toneテクノロジー                                                                           |
| 画面                   | 16:9 |
| ピクセル密度           | 218ドット/インチ |
| 応答速度               | ?? |
| リフレッシュレート     | 60Hz |
| 色空間、色深度         | DCI-P3, 10ビットカラー |
| コントラスト比         | 1200:1 |
| 輝度                   | 600ニット |
| 視野角                 | TBD |
| オーディオ             | - 6スピーカーシステム（フォースキャンセリングウーファー） - ドルビーアトモス、空間オーディオ対応 - ノイズキャンセリング/指向性ビームフォーミングのマイクアレイ - 「Hey Siri」に対応                               |
| カメラ                 | - 1200万画素、122°超広角カメラ - ƒ/2.4絞り値 - センターフレーム対応 |
| 電源                   | 最大30.7W（ホスト充電を行わない、本体のみの場合）, 100-240V AC@50–60 Hz |
| 素材                   | アルミ合金筐体、ガラス画面 |
| ケーブル／コネクタ     | Cables - AC電源コード - Thunderboltケーブル（1m） 拡張コネクタ - USB C (USB 3.0) x 3（ダウンストリーム） - Thunderbolt 3 (USB-C) x 1 （96Wのホスト充電）                                                          |
| スタンド               | - 傾きを調整できるスタンド 傾き：–5°〜+25° オプション - 傾きと高さを調整できるスタンド 傾き：–5°〜+25° 高さ調整：105mm - VESAマウントアダプタ                                                                     |
| サイズ                 | 高さ：47.8cm 幅：62.3cm 奥行き：16.8cm 高さ（最低位置）：47.9cm（最高位置）：58.3cm 幅：62.3cm 奥行き：20.7cm（傾きと高さを調整できるスタンドモデル） 高さ：36.2cm 幅：62.3cm 奥行き：3.1cm（VESAマウントモデル） |
| 重量                   | 6.3kg、傾きと高さを調整できるスタンドモデル 7.7kg、VESAマウントモデル 5.5kg |

## 参考
1. 1 2  株式会社インプレス (2022年3月9日). “Apple新製品をおさらい。M1 Ultra搭載Mac Studioや新型iPad Airが登場”. PC Watch. 2022年3月9日閲覧。
2. 1 2  株式会社インプレス (2022年3月9日). “iPhone 11と同じA13チップを搭載する5K液晶「Studio Display」”. PC Watch. 2022年3月9日閲覧。
3. ↑  “MACWORLD Expo/San Francisco基調講演・写真速報”. pc.watch.impress.co.jp. 2019年11月3日閲覧。
4. 1 2 3  “Apple、まったく新しいMac StudioとStudio Displayを発表”. Apple Newsroom (日本). 2022年3月9日閲覧。
5. ↑  株式会社インプレス (2022年3月9日). “Apple、27型5Kのクリエイター向け「Studio Display」”. AV Watch. 2022年3月9日閲覧。
6. ↑  “Studio Display - 仕様”. Apple（日本）. 2022年3月9日閲覧。
7. ↑  発売日に15.4がリリースされアップデートが提供された

https://support.apple.com/ja-jp/106345
8. ↑  “Apple Studio Display: Everything We Know” (英語). MacRumors. 2022年12月17日閲覧。
9. ↑  “Apple Studio Display vs. Pro Display XDR: The Same, Yet Not” (英語). CNET. 2025年3月16日閲覧。
10. 1 2  “アップル、新型Macintoshを国内でも発売”. pc.watch.impress.co.jp. 2019年11月3日閲覧。
11. ↑  “アップル、ディスプレイ製品ラインナップを液晶に統一”. pc.watch.impress.co.jp. 2019年11月3日閲覧。
12. 1 2  “アップル、新G3シリーズを国内発表”. pc.watch.impress.co.jp. 2022年3月11日閲覧。
13. 1 2  “SEYBOLD SEMINARS SF 展示会場レポート第1弾”. pc.watch.impress.co.jp. 2022年3月11日閲覧。 “CRTモニタの従来製品、17インチと21インチ（日本では未発売）のApple Studio Displayも、PowerMac G4と同様のgraphiteカラーに変更されて出荷が続けられる”

| スタブアイコン | サブスタブ | この項目は、まだ閲覧者の調べものの参照としては役立たない、コンピュータに関連した書きかけの項目です。この項目を加筆・訂正などしてくださる協力者を求めています（P:コンピュータ）。 |